# Tindra Monsen
Tindra Monsen (* 29. September 1999 in Gotland) ist eine schwedische Schauspielerin.

## Leben und Karriere
Monsen wurde am 29. September 1999 in Gotland geboren. Ihr Vater ist Fotograf, und ihre Mutter arbeitet für eine gemeinnützige Organisation. Zunächst war sie an Musik interessiert, bevor sie sich für die Schauspielerei entschied. Sie studierte an der Kungliga Konsthögskolan Stockholm. Ihr Debüt gab sie 2023 in der Netflixserie Barracuda Queens. Im selben Jahr spielte sie in Hur känner du att du är rädd? am Orionteatern und war in der Inszenierung En Taskig Situation am Dramaten als Teil einer Monologdarstellung zu sehen. Anschließend trat Monsen 2024 in der Serie Mord im Mittsommer auf.

## Filmografie
- seit 2023: Barracuda Queens (Fernsehserie)
- 2024: Mord im Mittsommer (Morden i Sandhamn, Fernsehserie, 2 Episoden)